# Многочлен Эрара
Многочленом Эрара для заданного многогранника в многомерном пространстве называется многочлен, значение которого в любой целой точке {\displaystyle t>0} совпадает с количеством целых точек пространства (вообще говоря, точек любой решётки), находящихся внутри данного многогранника, увеличенного в {\displaystyle t} раз.
Объём самого многогранника (с коэффициентом гомотетии {\displaystyle k=1}) равен старшему коэффициенту многочлена Эрара, что можно рассматривать как вариант многомерного обобщения теоремы Пика.
Названы в честь Эжена Эрара, который изучал их в 1960-х годах.

## Определение
Пусть {\displaystyle P} — многогранник с целыми вершинами, и {\displaystyle t\cdot P} — его гомотетия с целым коэффициентом {\displaystyle t}.
Обозначим через {\displaystyle L_{P}(t)} число целых точек в {\displaystyle t\cdot P}.
Можно доказать, что число {\displaystyle L_{P}(t)} выражается как многочлен от {\displaystyle t};
этот многочлен и называется многочленом Эрара.

## Примеры
- {\displaystyle L_{Q}(t)=(t+1)^{d}} для единичного целого {\displaystyle d}-мерного куба {\displaystyle Q}.

## Свойства
- (Взаимность Эрара — Макдональда) Число внутренних целых точек в {\displaystyle t\cdot P} равно
{\displaystyle (-1)^{d}\cdot L_{P}(-t),}

где d — размерность P.
- Любая валюация на целых многогранниках, инвариантная относительно целых сдвигов и {\displaystyle \mathrm {SL} (n,\mathbb {Z} )}, выражается как линейная комбинация коэффициентов многочлена Эрара.[1]

- Для любого {\displaystyle d}-мерного многогранника {\displaystyle P}, три коэффициента многочлена Эрара имеют простую интерпретацию
  - свободный член многочлена Эрара равен 1.
  - Главный коэффициент при {\displaystyle t^{d}} равен объёму многогранника.
  - Коэффициент при {\displaystyle t^{d-1}} равен половине суммы отношений площадей граней к определителю решётки, получаемой пересечением целочисленных точек с продолжением грани.
- В частности, при {\displaystyle d=2} многочлен Эрара многоугольника равен
{\displaystyle S\cdot t^{2}+{\tfrac {\Gamma }{2}}\cdot t+1,}

где {\displaystyle S} есть площадь многоугольника, а {\displaystyle \Gamma } — число целочисленных точек на его границе. Подставив {\displaystyle t=1}, получаем формулу Пика.